# Marcello Troisi
Marcello Troisi Moreira (Santos, 9 de março de 1976) é um ex-futebolista brasileiro que atuava como centroavante.

## Carreira
Marcello Troisi começou sua história nas categorias de base do Santos. Em seguida, passou por Corinthians e Santo André.
Aos 21 anos, foi convidado a jogar na Grécia, onde atuou por 4 times (Edessaikos, Larisa, PAOK e Kilkisiakos).
Retornou ao Brasil em 2002, quando foi contratado pelo Prudentópolis, transferindo-se posteriormente para o União de Rondonópolis.
Troisi ainda defendeu mais três clubes estrangeiros (Oriente Petrolero da Bolívia, Levadeiakos da Grécia e Al Hait da Arábia Saudita).
Voltaria novamente ao futebol brasileiro em 2005 para jogar na Matonense. Defendeu ainda Piauí, Umuarama, Democrata-SL, Imperatriz, Remo, São Bernardo e Parnahyba, onde encerrou a carreira de jogador em 2009.
Desde 2009, atua como treinador de futebol, além de ter sido gerente no Piauí EC em 2013 e no Partizani Tirana da Albânia em 2014.
Na temporada seguinte, foi convidado para ser gerente de futebol de outro grande clube, o Skenderbeu, e no mesmo ano de 2015 assumiu como técnico a equipe do Kukësi.
No Kukësi, foi diretor-esportivo e treinador da equipe até novembro de 2015, quando foi contratado para atuar no maior time do país Skenderbeu como diretor em 2016, na nova temporada 2016/2017 kF Laci e estará como treinador na equipe Pae Kalithea. 